# Imre Csősz
Imre Attila Csősz (* 31. Mai 1969 in Debrecen) ist ein ehemaliger ungarischer Judoka. Er gewann 1992 eine olympische Bronzemedaille und war 1995 Europameister. 

## Karriere
Imre Csősz gewann 1984 und 1985 die ungarische Kadettenmeisterschaft in der höchsten Gewichtsklasse. 1987 und 1989 war er ungarischer U21-Meister im Schwergewicht, der Gewichtsklasse über 95 Kilogramm. 1990 erreichte er beim Weltcupturnier in Paris das Finale und belegte den zweiten Platz hinter dem Japaner Hideyuki Sekine. Bei den Europameisterschaften belegte er 1990 den siebten Platz. Im März 1991 gewann er in Prag sein erstes Weltcup-Turnier. Bei den Weltmeisterschaften 1991 in Barcelona trat er in der offenen Klasse an und erreichte das Halbfinale. Dort unterlag er dem für die Sowjetunion antretenden Dawit Chachaleischwili, anschließend gewann Csősz den Kampf um eine Bronzemedaille gegen den deutschen Jörg Brümmer. Der 1,97 m große Imre Csősz war 1989 und 1990 ungarischer Meister gewesen, hatte aber 1991 gegen Gábor Csoma verloren. Von 1992 bis 1999 gewann er acht Meistertitel im Schwergewicht in Folge. 
Bei den Olympischen Spielen 1992 in Barcelona bezwang er in seinem ersten Kampf Damon Keeve aus den Vereinigten Staaten durch Keikoku, eine Bestrafung des Gegners. Im Achtelfinale siegte er gegen den Italiener Stefano Venturelli nach 25 Sekunden. Auch das Viertelfinale gegen den Bulgaren Damian Stoikow endete nach 3:45 Minuten vorzeitig. Im Halbfinale traf Imre Csősz auf Dawit Chachaleischwili und unterlag durch Waza-ari. Im Kampf um eine Bronzemedaille besiegte der Ungar den Belgier Harry Van Barneveld gleichfalls durch Waza-ari.
Im nacholympischen Jahr erreichte Csősz bei den Weltmeisterschaften 1993 in Hamilton den siebten Platz im Schwergewicht und den fünften Platz in der offenen Klasse. 1994 belegte er bei den Europameisterschaften sowohl im Schwergewicht als auch in der offenen Klasse den fünften Platz. 1995 in Birmingham unterlag er im Schwergewicht dem deutschen Frank Möller und im Kampf um Bronze dem Niederländer Denny Ebbers, so dass Csősz wie im Vorjahr den fünften Platz belegte. In der offenen Klasse bezwang er im Halbfinale den Niederländer Ben Sonnemans und im Finale den deutschen Ralf Koser und war Europameister. Bei den Weltmeisterschaften 1995 in Chiba schied er in seinem dritten Kampf in der offenen Klasse gegen Harry Van Barneveld aus. 1996 trat Csősz bei den Europameisterschaften in Den Haag nur im Schwergewicht an und bezwang im Viertelfinale Denny Ebbers. Nach Niederlagen gegen den mittlerweile für Georgien antretenden Dawit Chachaleischwili im Halbfinale und gegen den Polen Rafał Kubacki im Kampf um Bronze belegte der Ungar den fünften Platz.
1996 nahm Csősz zum zweiten Mal an Olympischen Spielen teil. Beim Turnier in Atlanta schlug er den Serben Dmitar Milinković nach 29 Sekunden und den Kasachen Igor Pechkow durch Waza-ari. Im Viertelfinale unterlag er dem Spanier Ernesto Pérez nach 3:04 Minuten und schied dann in der Hoffnungsrunde gegen Frank Möller aus.
Bei den Europameisterschaften 1997 belegte Imre Csősz den fünften Platz sowohl im Schwergewicht als auch in der offenen Klasse.  Im Jahr darauf gewann er im Schwergewicht Bronze gegen Denny Ebbers, in der offenen Klasse verlor er den Kampf um eine Bronzemedaille gegen den Esten Indrek Pertelson. In den Jahren 1999 und 2000 konnte er nicht mehr an seine großen Erfolge anknüpfen. So schied er bei den Olympischen Spielen 2000 in seinem Auftaktkampf gegen den Argentinier Orlando Baccino aus. 
Nach dem Ende seiner Karriere widmete sich Imre Csősz weiter dem Judosport und stieg bis zum sportlichen Leiter bei der Internationalen Judo-Föderation auf.